# Isanthrene ustrina
Isanthrene ustrina là một loài bướm đêm thuộc phân họ Arctiinae, họ Erebidae.